# Cloverleaf (Texas)
Pour les articles homonymes, voir Cloverleaf.
Cloverleaf est une census-designated place située dans le comté de Harris, dans l’État du Texas, aux États-Unis. Sa population s’élevait à 24 100 habitants lors du recensement de 2020.